# بوب أوليفر
بوب أوليفر (بالإنجليزية: Bob Oliver)‏ هو لاعب كرة قاعدة أمريكي، ولد في 8 فبراير 1943 في شريفبورت في الولايات المتحدة.

## وصلات خارجية
- بوب أوليفر على موقع دوري كرة القاعدة الرئيسي (الإنجليزية)
- بوب أوليفر على موقعبيزبول رفرنس.كوم (الدوري الرئيسي) (الإنجليزية)
- بوب أوليفر على موقعبيزبول رفرنس.كوم (الدوري الثانوي) (الإنجليزية)
- بوب أوليفر على موقع إي إس بي إن.كوم (أم.أل.بي) (الإنجليزية)
- بوب أوليفر على موقع مشجعي الرسوم البيانية (الإنجليزية)